# 皮謂宗
皮 謂宗（朝鮮語: 피위종）は、中国元の将軍であり、朝鮮氏族の洪川皮氏と丹陽皮氏の始祖である。
高麗忠烈王の時に中国元の金吾衛上将軍を務めていたが、特使として高麗に派遣され、多年を経て帰化した。